# کارل شیرا
کارل شیرا (انگلیسی: Karl Schirra; ۱۶ اکتبر ۱۹۲۸ – ۱۲ سپتامبر ۲۰۱۰) بازیکن فوتبال اهل آلمان بود.
از باشگاه‌هایی که در آن بازی کرده‌است می‌توان به باشگاه فوتبال زاربروکن اشاره کرد.
وی همچنین در تیم ملی فوتبال زارلند بازی کرده‌است.